# Casimiro Ferrari
Casimiro Ferrari (18. června 1940 Lecco – 4. září 2001 Lecco) byl italský horolezec. V roce 1974 byl součástí expedice, která v roce 1974 dosáhla vrcholu patagonské hory Cerro Torre. Šlo o vůbec první nesporný výstup na její vrchol (Cesare Maestri tvrdil, že vrcholu dosáhl on spolu s Tonim Eggerem již roku 1959, avšak jelikož druhý jmenovaný při sestupu zahynul a s ním se ztratily i fotografie, je tento výstup sporný). Mezi jeho další úspěchy patří výstup na jihoamerické hory Aconcagua (1966) a Cerro Murallón (1984). Roku 1987 se pokusil o výstup na Šiša Pangmu, nejnižší osmitisícovku. V červenci 2001 byl ještě v Patagonii, později se vrátil do Itálie, kde v září toho roku ve věku 61 let zemřel.